# Barka (řeka)
Barka (arabsky نهر بركة‎ nahr Baraka) je sezónní eritrejská řeka pramenící jihozápadně od Asmary, teče k severozápadu a posléze se stáčí k severu. U hranic se Súdánem přibírá zprava Ansebu. Sezónně ústí deltou u súdánského města Tokar do Rudého moře. Britové nazývali Barku v době své nadvlády nad Súdánem jménem „Gazela“, patrně kvůli častému překládání koryta. Po řece je pojmenována západní eritrejská provincie Gash-Barka.